# Gustaf Björklund
Johan Gustaf Björklund, född 10 oktober 1846 i Björksta socken, Västmanland, död 2 juli 1903 i Hedvig Eleonora församling, Stockholm, var en svensk författare.
Björklund var son till lantbrukaren Anders Björklund och hans hustru Margareta Zetterlund. Han blev 1870 student vid Uppsala universitet och 1878 filosofie kandidat, varefter han 1879-80 studerade filosofi och folkrätt vid Lunds universitet och 1885-90 bedrev naturvetenskapliga studier vid Stockholms högskola.
Björklund har utgett flera originella skrifter av filosofiskt, socialt och naturvetenskapligt innehåll. Han försökte i sina skrifter visa, att nationerna höll på att växa ihop till ett stort gränslöst samhälle. Sin bok Om nationernas sammanväxning utgav han 1887. Han har vidare skrivit Om segmenteringens betydelse inom den organiska världen 1890, Om utvecklingsanarki 1892, Om förhållandet mellan själ och kropp från cell-lärans synpunkt 1894, Om döden och uppståndelsen från cellärans ståndpunkt 1900, och Freds- och afväpningsfrågan 1895. Den senare har utgetts i tysk, polsk, fransk, engelsk och holländsk översättning.